# Платформа HD
«Платформа HD» — ныне не существующий российский оператор спутникового телевидения, который осуществлял вещание пакета каналов HD-качества на европейской территории РФ. Кроме того, пакет каналов высокой четкости «Платформа HD» был доступен для ретрансляции в кабельные сети.

## История компании
- 19 августа 2008 года — начало коммерческого вещания пакета из 4 каналов. Планируется за два года подключить 200 тысяч абонентов[1].
- 2 декабря 2008 года — компания договорилась с Eutelsat об увеличении арендуемой на спутнике Eurobird 9A ёмкости. По словам генерального директора Яшина, это позволит увеличить количество транслируемых каналов[2].
- 1 февраля 2009 года — началось вещание пакета из 19 российских эфирных и спутниковых каналов[3].
- Май 2009 года — в пакет добавлены каналы «Кинопоказ HD-2», «Телепутешествия HD», «Женский мир» и «High Life».
- 2 февраля 2010 года — презентация на выставке CSTB-2010 первого в России вещания в формате 3D[4].
- 15 февраля 2010 года — на период проведения XXI Зимних Олимпийских игр в Ванкувере в пакет «Платформа HD» добавлен канал «2 Спорт 2»[5].
- 1 апреля 2010 года — в пакет добавлен телеканал производства НТВ-Плюс «HD Спорт»[6].
- 21 мая 2010 года — в пакет добавлен первый российский 3D-телеканал 3DV. В основе вещания — программы о культуре и путешествиях, а также постановки Мариинского театра. До 1 января 2011 года плата за просмотр канала не будет взиматься[7].
- 10 июня 2010 года — на период проведения Чемпионата мира по футболу 2010 в ЮАР в пакет «Платформа HD» добавлен канал «2 Спорт 2»[8].
- 28 сентября 2010 года — в пакет добавлен телеканал «Спорт 1 HD»
- 1 января 2012 года — ушёл из пакета, а также закрылся совсем канал «High Life»
- Февраль 2012 — появилась информация о том, что «Платформа HD» вскоре прекратит свою деятельность. В скором времени все каналы «Платформы» переедут на «Триколор ТВ».
- 30 марта 2012 года — последний день регистрации абонентов «Платформы HD».
- 1 июля 2012 года — официальное прекращение существования спутниковой компании «Платформа HD».[9]